# La Maison d'Astrée
La Maison d'Astrée est une ode de Tristan L'Hermite publiée dans le recueil des Vers héroïques en 1648, mais dont la composition remonte à 1625.

## Présentation

### Contexte
Sous le nom de Maison d'Astrée, Tristan L'Hermite représente « la maison de Berny, près de Bourg-la-Reine, propriété de Charlotte d'Étampes-Valençay, mariée à Pierre Brûlart de Sillery, marquis de Puisieux, secrétaire d'état, fils du chancelier de Sillery qui succéda à Caumartin. Cette dame était parente de Tristan par son arrière-grand-mère, Marie Hurault, femme de Louis d'Étampes seigneur de Valençay, laquelle Marie Hurault était cousine germaine de Jeanne Hurault, femme de François de Morvilliers et arrière-grand-mère d'Elisabeth Miron, mère de Tristan ».
La composition du poème est évoquée dans une lettre du poète reproduite dans ses Lettres mêlées : « À madame de Puisieux, sur une description qu'il avait faite de sa maison de Berny ». Cette lettre « accompagnait sans doute le manuscrit de La Maison d'Astrée, et on peut la considérer aussi comme une lettre dédicatoire ».

### Texte
L'ode est constituée de 41 dizains hétérométriques :
Plaisant climat, divin séjour,

Éloigné du grand Monde et de ses artifices,

Paisible Empire, et bienheureuse cour,

Où règnent les Vertus au milieu des délices.

Grands et merveilleux bâtiments,

Agréables compartiments,

Bois si doux, si frais et si sombre,

Claires eaux, belles fleurs, admirable maison,

Comme vos appâts sont sans nombre,

Ils sont aussi sans prix et sans comparaison.

### Publication
Le poème est inséré dans le recueil des Vers héroïques en 1648. 

## Postérité

### Éditions nouvelles
En 1925, Pierre Camo publie La Maison d'Astrée dans son choix de poèmes des Vers héroïques.

### Analyse
Amédée Carriat mentionne « les beautés fabriquées de La Maison d'Astrée » dans son Éloge d'un poète.
Jean Tortel considère que les odes de Tristan « sont incomparablement moins belles que celles de Théophile. La Maison d'Astrée ne souffre pas le parallèle avec La Maison de Sylvie ».

### Éditions modernes

#### Œuvres complètes
- Jean-Pierre Chauveau et al., Tristan L'Hermite, Œuvres complètes (tome III) : Poésie II, Paris, Honoré Champion, coll. « Sources classiques » (no 42), 2002, 736 p. (ISBN 978-2-745-30607-4)

#### Anthologies
- Pierre Camo (préface et notes), Les Amours et autres poésies choisies, Paris, Garnier Frères, 1925, XXVII-311 p.

### Ouvrages cités
- Antoine Adam, Histoire de la littérature française au XVIIe siècle — Tome I : L'époque d'Henri IV et de Louis XIII, Paris, Éditions Albin Michel, 1997 (1re éd. 1956), 615 p. (ISBN 2-226-08910-1)
- Napoléon-Maurice Bernardin, Un Précurseur de Racine : Tristan L'Hermite, sieur du Solier (1601-1655), sa famille, sa vie, ses œuvres, Paris, Alphonse Picard, 1895, XI-632 p.
- Amédée Carriat, Tristan, ou L'éloge d'un poète, Limoges, Éditions Rougerie, 1955, 146 p.
- Catherine Grisé (introduction et notes), Lettres mêlées (texte original de 1642), Genève, Librairie Droz, coll. « Textes littéraires français » (no 193), 1972, XXXVI-227 p.
- Collectif et Jean Tortel (éd.), Le préclassicisme français, Paris, Les Cahiers du Sud, 1952, 374 p.
Jean Tortel, Quelques constantes du lyrisme préclassique, p. 123-161